# سونی اریکسون دبلیو۲۰۰
دبلیو200 نام یک نمونه از گوشی‌های سونی اریکسون می‌باشد . این گوشی فاقد تکنولوژی بلوتوث است ولی از اینفرارد بهره می برد.